# Al Green
Al Green, właśc. Albert Leornes Greene (ur. 13 kwietnia 1946, Dansby, Arkansas) – amerykański piosenkarz, przedstawiciel gatunku soul. Jego szczyt popularności przypadł na lata 70. XX wieku. Także pastor zielonoświątkowego kościoła Full Gospel Church Tabernakulum. Jego inspiracją był Otis Redding.

## Kariera

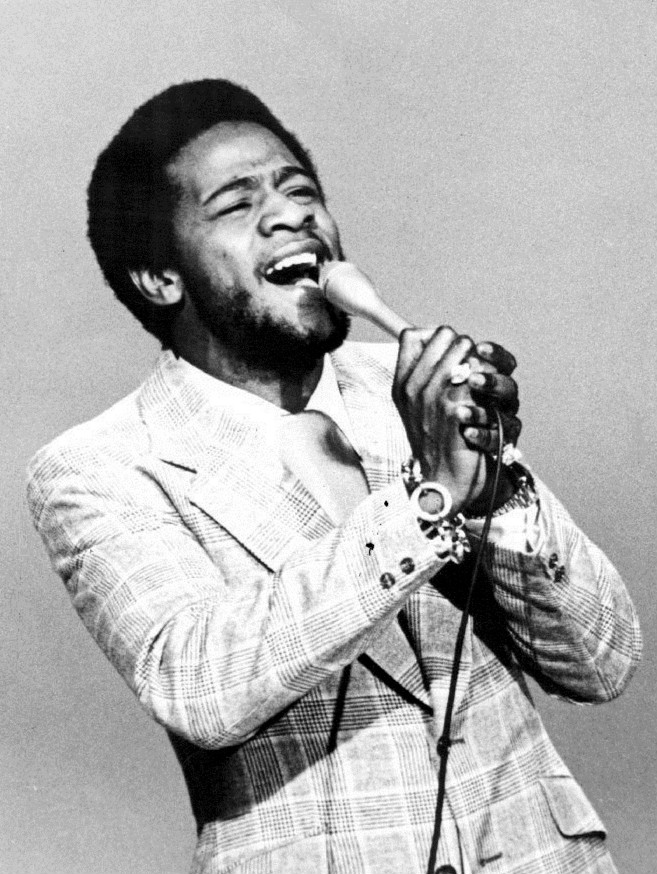
Al Green występujący w The Mike Douglas Show w 1973

Al Green miał zaledwie dziewięć lat, gdy śpiewał z rodzeństwem w Green Brothers. Kiedy zaczął słuchać nie-ewangelicznych dźwięków Jackiego Wilsona, ojciec Greena usunął go z grupy, miał wówczas szesnaście lat.
Al Green został później zatrudniony przez zespół The Creations, który następnie zmienił nazwę na Al Green and the Soul Mates. Pod takim szyldem nagrali 1967 roku singiel „Back Up Train”, który trafił na 5. miejsce list przebojów R&B.
Od 1981 do 1989 Green nagrał serię albumów gospel.
W 1995 roku Al Green został wprowadzony do Rock and Roll Hall of Fame.
W 2009 roku Al Green nagrał "People Get Ready" wraz Heather Headley, piosenkę na potrzeby albumu gospel z różnymi artystami Oh Happy Day: An All-Star Music Celebration.

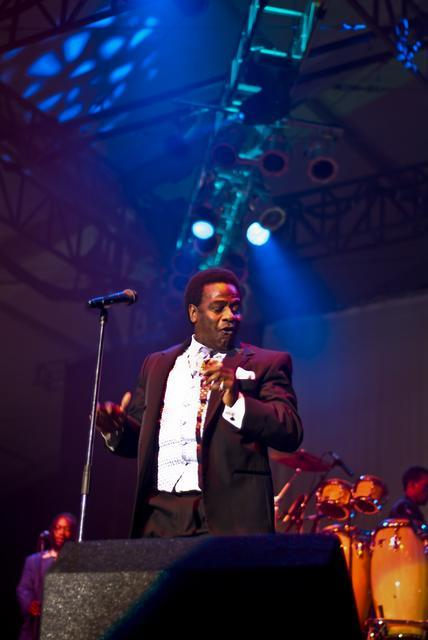
Al Green podczas Sonoma Jazz festival, 23 maja 2008

## Życie prywatne
18 października 1974 dziewczyna Greena, Mary Woodson, najpierw wylała gotującą się kaszę na plecy piosenkarza, a następnie popełniła samobójstwo przy użyciu rewolweru w sypialni jego domu w Memphis.
15 czerwca 1977 Green poślubił swoją pierwszą żonę Shirley Green (z domu Kyles) w Memphis. Pochodząca z Chicago była jedną z jego wokalistek wspierających i pracownikiem jego kościoła. Razem mają trzy córki. Shirley po raz pierwszy złożyła pozew o rozwód w 1978 roku z powodu okrucieństwa i niemożliwych do pogodzenia różnic. Złożyła wniosek ponownie w 1981 roku, oskarżając, że Green poddał ją przemocy domowej przez całe ich małżeństwo.
We wrześniu 2013 roku zgłoszono zaginięcie siostry piosenkarza, Maxine Green, w jej domu opieki w Grand Rapids w stanie Michigan. Według jej córki Laszy, Al Green nie skontaktował się z rodziną w sprawie swojej siostry. Według stanu na marzec 2020 r. nadal jej nie odnaleziono.

## Sukcesy
Green został nominowany do 21 nagród Grammy, zdobywając 11, w tym nagrodę Grammy Lifetime Achievement Award w 2002 roku. Dwie z jego piosenek, „Let’s Stay Together” i „Take Me To the River” zostały wprowadzone do Galerii Sław Grammy.

## Dyskografia
- 1967 Back Up Train
- 1970 Green Is Blues
- 1971 Gets Next to You
- 1972 Let’s Stay Together
- 1972 I’m Still in Love With You
- 1973 Call Me
- 1973 Livin' for You
- 1974 Al Green Explores Your Mind
- 1975 Al Green Is Love
- 1976 Full of Fire
- 1976 Have a Good Time
- 1977 The Belle Album
- 1978 Truth N' Time
- 1978 Simply Beautiful
- 1980 The Lord Will Make a Way
- 1981 Higher Plane
- 1981 Highway to Heaven
- 1981 Tokyo Live
- 1982 Precious Lord
- 1983 The Christmas Album
- 1983 I'll Rise Again
- 1985 Going Away
- 1985 He Is the Light
- 1986 Trust in God
- 1986 White Christmas
- 1987 Soul Survivor
- 1989 I Get Joy
- 1992 Love Is Reality
- 1993 Gospel Soul
- 1995 Your Heart’s in Good Hands
- 2001 Feels Like Christmas
- 2003 I Can’t Stop
- 2008 Lay it down